# Championnat d'Oman de football 2024-2025
Navigation
Oman Professional League 2023-2024 Oman Professional League 2025-2026
La saison 2024-2025 d'Oman Professional League est la 49e édition du Championnat d'Oman de football. 
Le Al-Seeb SC est le tenant du titre après avoir remporté pour la 3e fois la compétition alors que le Saham Club et le Al-Khaburah SC, rejoignent ce niveau de la compétition.
En fin de saison, le Al-Seeb SC termine à la première place et remporte son 4e titre de champion d'Oman.

## Réglement
La Oman Professional League 2024-2025 est composé de douze clubs qui s'affrontent tous lors de confrontations aller et retour. Le champion est l'équipe qui obtient le plus grand nombre de points après les 22 journées de championnat. À la fin de la compétition, le champion se qualifie pour la Ligue des champions 2 2025-2026, le deuxième se qualifie pour la Coupe du Golfe des clubs champions 2025-2026 et le vainqueur de la Coupe d'Oman de football 2024-2025 se qualifie pour la Challenge League de l'AFC 2025-2026. Il n'y a pas de relégué en Oman First Division League cette saison afin de faire passer le championnat à 14 clubs.
Le classement est calculé avec le barème de points suivant : une victoire vaut trois points, le match nul un. La défaite ne rapporte aucun point.
À égalité de points, les critères de départage sont les suivants :
1. Plus grande différence de buts générale ;
2. Plus grand nombre de buts marqués.

## Participants
L'édition 2024-2025 est la 2e édition à douze équipes, les deux promus d'Oman First Division League sont le Saham Club et le Al-Khaburah SC. Ces deux clubs remplacent les deux clubs relégués, le Al-Wahda SC et le Bahla Club.
Avant le début de la saison, le Bahla Club est finalement repêché à la suite de l'exclusion du Dhofar Club qui n'obtient pas de licence nationale ni continentale.
| Club             | Ville       | Classement 2023-2024 | Stade                         | Capacité |
| ---------------- | ----------- | -------------------- | ----------------------------- | -------- |
| Al-Seeb SC       | Seeb        | 1er                  | Al-Seeb Stadium               | 14 000   |
| Al Nahda Club    | Al Buraymi  | 2e                   | Al-Buraimi Sports Stadium     | 17 000   |
| Oman Club        | Muscat      | 3e                   | Sultan Qaboos Sports Complex  | 34,000   |
| Sohar Club       | Sohar       | 4e                   | Sohar Club Stadium            | 3 350    |
| Al Nasr Salalah  | Salalah     | 5e                   | Al-Saada Stadium              | 8 000    |
| Al-Rustaq Club   | Rustaq      | 6e                   | Rustaq Sports Complex         | 17 000   |
| Al-Shabab SC     | Barka       | 7e                   | Al-Seeb Stadium               | 14 000   |
| Sur SC           | Sur         | 8e                   | Sur Sports Complex            | 8 000    |
| Ibri Club        | Ibri        | 9e                   |                               |          |
| Bahla Club       | Bahla       | 11e                  | Nizwa Sport Complex           | 10 000   |
| Saham Club       | Saham       | 1er                  | Sohar Regional Sports Complex | 19 000   |
| Al-Khaburah Club | Al Khaboura | 2e                   | Sohar Regional Sports Complex | 19 000   |

Légende des couleurs
- Phase de groupe de la Challenge League 2024-2025
- Promu de la Oman First Division League 2023-2024

| \| Al-Khaburah Club Al Nahda Club Al Nasr Salalah Al-Rustaq Club Al-Seeb SC Al-Shabab SC Bahla Club Ibri Club Oman Club Saham Club Sohar Club Sur SC \| Localisation des clubs engagés dans le championnat. |
| Al-Khaburah Club Al Nahda Club Al Nasr Salalah Al-Rustaq Club Al-Seeb SC Al-Shabab SC Bahla Club Ibri Club Oman Club Saham Club Sohar Club Sur SC                                                           |

## Compétition

### Classement
| Rang | Équipe             | Pts | J  | G  | N | P  | Bp | Bc | Diff |
| ---- | ------------------ | --- | -- | -- | - | -- | -- | -- | ---- |
| 1    | Al-Seeb SC T       | 51  | 22 | 16 | 3 | 3  | 46 | 17 | +29  |
| 2    | Al Nahda Club      | 47  | 22 | 13 | 8 | 1  | 35 | 10 | +25  |
| 3    | Oman Club          | 39  | 22 | 11 | 6 | 5  | 21 | 14 | +7   |
| 4    | Al-Khaburah Club P | 31  | 22 | 9  | 4 | 9  | 22 | 27 | -5   |
| 5    | Saham Club P       | 29  | 22 | 8  | 5 | 9  | 28 | 35 | -7   |
| 6    | Al-Shabab SC C     | 28  | 22 | 8  | 4 | 10 | 33 | 29 | +4   |
| 7    | Bahla Club         | 28  | 22 | 8  | 4 | 10 | 24 | 23 | +1   |
| 8    | Al Nasr Salalah    | 28  | 22 | 8  | 4 | 10 | 23 | 28 | -5   |
| 9    | Sohar Club         | 24  | 22 | 6  | 6 | 10 | 24 | 35 | -11  |
| 10   | Al-Rustaq Club     | 23  | 22 | 6  | 5 | 11 | 17 | 26 | -9   |
| 11   | Ibri Club          | 20  | 22 | 5  | 5 | 12 | 14 | 28 | -14  |
| 12   | Sur SC             | 18  | 22 | 4  | 6 | 12 | 12 | 27 | -15  |

| Légende : Qualifications et relégations | Légende : Qualifications et relégations                                                                 |
| --------------------------------------- | --- |
|                                         | Tour préliminaire de la Ligue des champions 2 2025-2026                                                 |
|                                         | Phase de groupe de la Challenge League 2025-2026                                                        |
|                                         | Phase de groupe de la Coupe du Golfe 2025-2026                                                          |
|                                         | T : Tenant du titre P : Promus de Oman First Division League C : Vainqueur de la Coupe d'Oman 2024-2025 |

### Résultats
| Résultats (▼dom., ►ext.)                                   | BC  | KC  | NC  | NS  | RC  | SSC | SSC | IC  | OC  | SC  | SC  | SSSC |
| Bahla Club                                                 |     | -   | -   | 0-1 | 2-1 | 1-2 | -   | 0-1 | -   | -   | 0-0 | 3-0  |
| Al-Khaburah Club                                           | -   |     | 0-1 | 0-1 | 0-1 | 1-1 | 2-1 | -   | 2-2 | -   | -   | -    |
| Al Nahda Club                                              | 2-0 | -   |     | 1-0 | -   | -   | 1-0 | -   | -   | 2-2 | 6-0 | -    |
| Al Nasr Salalah                                            | 1-1 | -   | -   |     | 2-1 | -   | -   | -   | 0-0 | 1-2 | 4-2 | -    |
| Al-Rustaq Club                                             | 0-1 | -   | 1-1 | -   |     | -   | -   | 1-1 | 0-1 | 3-1 | -   | 0-0  |
| Al-Seeb SC                                                 | -   | 4-0 | -   | -   | -   |     | -   | 3-1 | 1-2 | -   | 3-1 | 1-0  |
| Al-Shabab SC                                               | -   | -   | -   | -   | 2-1 | 0-1 |     | 1-0 | -   | 0-3 | 2-2 | -    |
| Ibri Club                                                  | -   | -   | 0-1 | 0-2 | -   | -   | -   |     | 0-2 | 1-1 | -   | 2-0  |
| Oman Club                                                  | -   | 2-3 | -   | 0-0 | -   | -   | 1-0 | -   |     | 2-1 | 2-1 | -    |
| Saham Club                                                 | 1-1 | 1-0 | 0-2 | -   | -   | 1-4 | -   | -   | -   |     | -   | 1-0  |
| Sohar Club                                                 | -   | -   | 1-3 | -   | 2-0 | -   | -   | 0-1 | -   | 1-0 |     | 1-1  |
| Sur SC                                                     | -   | 0-1 | 0-1 | 1-0 | -   | -   | 1-0 | 2-1 | 0-1 | -   | -   |      |
| - Victoire à domicile - Match nul - Victoire à l'extérieur |     |     |     |     |     |     |     |     |     |     |     |      |

## Bilan de la saison
| Championnat d'Oman de football 2024-2025 |                       |
| Champion                                 | Al-Seeb SC (4e titre) |
| Coupes et trophées                       |                       |
| Vainqueur de la Coupe d'Oman 2024-2025   | Al-Shabab SC          |
| Qualifications continentales             |                       |
| Ligue des champions 2                    | Al-Seeb SC            |
| Challenge League                         | Al-Shabab SC          |
| Coupe du Golfe des clubs champions       | Al Nahda Club         |
| Promotions et relégations                |                       |
| Promus en Oman Professional League       | Dhofar SCSC           |
| Promus en Oman Professional League       | Samail Club           |
| Relégués en Oman First Division League   | Aucun                 |